# Veni, vidi, vici
Veni, vidi, vici ([ˈweːniː ˈwiːdiː ˈwiːkiː]) är ett latinskt uttryck som Julius Caesar lär ha uttalat efter sin seger över kung Pharnaces II av Pontus i slaget vid Zela i Pontos år 47 f.Kr. Citatet är nedtecknat i Vita di Cesare (50, 6), en av de mest kända biografierna av Plutarkos. Veni, vidi, vici brukar översättas "jag kom, jag såg, jag segrade".
Genom sin korthet men samtidigt stora laddning hjälpte uttrycket Caesar att stärka sin position i Rom och påminna den ständigt oppositionella senaten om hans överlägsenhet på slagfältet. Vid den här tiden var Rom mitt uppe i ett inbördeskrig mellan den döde Pompejus anhängare och Caesar. Pompejus hade åtnjutit stor prestige som fältherre tack vare sina tidigare segrar mot kung Mithridates VI Eupator av Pontus. Julius Caesars enkla seger över Mithridates son Farnaces II kom att kasta en skugga över Pompejus bedrifter, och Caesars anhängare gjorde gällande att det var en stor skillnad att kriga mot fruktade barbarer i norr än mot veka österlänningar.
Veni, vidi, vici återfinns på Marlboros röda cigarettpaket.